# Gabriel Tobor
Gabriel Franciszek Tobor (ur. 1 października 1961 w Świerklańcu) – polski nauczyciel i samorządowiec, doktor nauk ekonomicznych, wieloletni burmistrz Radzionkowa, tłumacz.

## Życiorys
Urodził się 1 października 1961 roku w Świerklańcu. Uczęszczał do Szkoły Podstawowej nr 1 w Radzionkowie, następnie do Technikum Elektryczno-Elektronicznego im. M. Curie-Skłodowskiej w Bytomiu. Kształcił się w Wyższej Szkole Pedagogicznej w Częstochowie (obecnie Uniwersytet Humanistyczno-Przyrodniczy im. Jana Długosza). W 2009 roku uzyskał stopień doktora nauk ekonomicznych na Wydziale Ekonomii Akademii Ekonomicznej w Katowicach, specjalność: programowanie i zarządzanie rozwojem lokalnym. Ukończył również studia podyplomowe z zarządzania i marketingu w przedsiębiorstwie na Politechnice Śląskiej oraz z administracji i zarządzania na Uniwersytecie Śląskim. Jest autorem kilkunastu publikacji naukowych.
W latach 1983–1990 był nauczycielem w Zespole Szkół Ogólnokształcących w Radzionkowie, a w latach 1990–1998 piastował funkcję dyrektora tej placówki. W 1998 rozpoczął pracę w Urzędzie Miasta Radzionków jako sekretarz miasta, na stanowisku tym zasiadał do 2006 roku.
W 2002 roku był jednym z założycieli i pierwszym prezesem stowarzyszenia Inicjatywa Obywatelska Powiatu Tarnogórskiego, z ramienia którego w wyborach samorządowych w tym samym roku uzyskał mandat radnego powiatowego (był przewodniczącym Rady Powiatu w latach 2003–2006).
Po raz pierwszy został wybrany na stanowisko burmistrza Radzionkowa w wyborach w 2006 roku, startując z KWW Inicjatywa Mieszkańców Radzionkowa. W pierwszej turze uzyskał 33,77% głosów, a w drugiej, w której jego kontrkandydatem był Karol Szymon Tobór reprezentujący KWW „Radzionków-Wspólna Sprawa” – prawie 58%. W wyborach w 2010 roku zapewnił sobie reelekcję już w I turze, otrzymując 76,58% głosów, pokonując Józefa Korpaka – byłego prezydenta Bytomia i starostę tarnogórskiego w latach 2003–2010 – oraz Kazimierza Morgę. W 2014 roku ponownie wygrał wybory w I turze, uzyskując niecałe 78% głosów i pokonując Pawła Bombę z rządzącego miastem do 2006 roku Radzionkowskiego Towarzystwa Społeczno-Kulturalnego (RTSK). Ponownie w I turze zwyciężył w wyborach w 2018 roku, uzyskując ok. 2/3 głosów, pokonując Krzysztofa Banka z RTSK oraz Ryszarda Chroboczka z Prawa i Sprawiedliwości. W 2024 roku uzyskał kolejną reelekcję, zdobywając w I turze 50,66% głosów.

## Życie prywatne
Jest synem Franciszka i Klary z domu Bączkowicz, mężem Elżbiety, ojcem Marty, Jakuba i Szymona. Działa w Ruchu Światło-Życie, w młodości współpracował z ks. Franciszkiem Blachnickim.
Interesuje się astronomią oraz kosmologią, a także enologią i produkcją cydru. Jest kolekcjonerem obcojęzycznych wydań Biblii; w 2017 roku w swoich zbiorach posiadał ok. 200 egzemplarzy Pisma Świętego w 93 językach świata, w tym z Azji, Afryki czy Oceanii. W tym samym roku ukazało się śląskie tłumaczenie Nowego Testamentu autorstwa Gabriela Tobora na podstawie Biblii Jakuba Wujka – liczący 608 stron Nowy Testamynt po ślonsku wydany nakładem własnym autora.
W 2023 roku ukazał się śląski przekład starotestamentowych Ksiąg Mądrościowych, Mōndrościowe ksiyngi Starego Testamyntu po ślōnsku. W związku z tym, w 2024 roku został wybrany członkiem Rady Języka Śląskiego.

## Wyróżnienia
W 2005 roku został odznaczony Brązowym Medalem „Za zasługi dla obronności kraju”, w latach 2007 i 2013 Odznaką „Za Zasługi dla Związku Kombatantów RP i Byłych Więźniów Politycznych”, a w roku 2014 – Odznaką Honorową Polskiego Czerwonego Krzyża IV stopnia.